# Салимбене Пармский
Салимбене Пармский (итал. Fra Salimbene de Adam da Parma, лат. Salimbene Parmensis; 9 октября 1221, Парма — около 1287 или 1288, Монтефальконе близ Сан-Поло-д’Энца в Реджо-нель-Эмилия) — итальянский хронист, монах-францисканец, автор прозаической «Хроники» (лат. Cronica), охватывающей период с 1168 по 1287 год.

## Биография
Родился 9 октября 1221 года в Парме в семье Гвидо ди Адама, выходца из знатной городской семьи Гренони, в молодости принимавшего участие в четвёртом крестовом походе под знамёнами Балдуина Фландрского, и Инмельды, или Юмельды ди Кассио. Мать отличалась религиозностью, вступив в зрелом возрасте в орден клариссинок, женское ответвление ордена францисканцев.
В детстве получил имя Балиана из Сидона, но в семье традиционно звался Оньибене (итал. Ognibene). 4 февраля 1238 года, несмотря на противодействие отца, вступил по примеру старшего брата в орден братьев-миноритов в монастыре в Фано. В Читта-ди-Кастелло встретил монаха своего ордена, убедившего его сменить амбициозное имя Оньибене на более скромное Салимбене. Был лично знаком с одним из виднейших учеников Св. Франциска Ассизского Бернардо ди Квинтавалле и одним из его ближайших соратников, генеральным министром ордена Элиасом Кортонским.
Много путешествовал по Италии и Франции, занимаясь самообразованием, в частности, в 1239—1241 годах жил в Лукке, в 1241—1243 годах в Сиене, а в 1243—1247 годах в Пизе, где познакомился с учением Иоахима Флорского. Затем, после краткого пребывания в Кремоне, вернулся в родную Парму, осаждённую войском императора Священной Римской империи Фридриха II, откуда направлен был в Париж, чтобы получить поддержку от короля Франции Людовика IX.
1 ноября 1247 года в Лионе был принят римским папой Иннокентием IV, в декабре того же года в Вильфранше встречался с францисканским миссионером Джованни Плано Карпини, посетившим годом ранее Монгольскую империю, а зимой 1248 года посетил бенедиктинское аббатство Сен-Жермен в Осере, где его удостоил аудиенции король Людовик. Затем отправился в Прованс, сначала в Арль, потом в Экс-ан-Прованс, после посетил Йер, Марсель и Тараскон, откуда перебрался в Геную, где был рукоположён в священники. Вернувшись из Генуи во Францию, 28 февраля 1249 года встречался в Авиньоне с генералом ордена францисканцев Джованни ди Пармой. Вернувшись в Италию через Савойю, обосновался на 7 лет в Ферраре (1249—1256), занявшись наукой и литературными трудами. Между 1256 и 1258 годами пребывал в Реджо-Эмилии, где встречался с известным францисканским богословом Герардо ди Борго Сан-Донино, а также Пьяченце и Модене.
В последние годы жизни, вероятно, продолжал свои странствия, направления которых, из-за его собственных противоречивых указаний, не всегда возможно точно определить. Известно лишь, что весной 1261 года он был в Болонье, после побывал в Римини, на рождество 1265 года посетил Фаэнцу, а в 1265—1266 годах находился в Равенне. В неустановленное время был также в Ассизи, Перудже, Вероне, в 1270 году в Имоле, а в 1273—1274 годах вновь в Фаэнце.
Несмотря на формальный отказ от мирских благ и проповедь нестяжательства, являлся, по-видимому, обеспеченным человеком, хотя не занимал в своём ордене никаких значительных постов. Остаётся открытым вопрос о том, лишил ли его наследства умерший около 1245 года отец, недовольный вступлением своих сыновей в нищенствующий орден и обращавшийся по этому поводу с жалобами к генералу францисканцев и даже императору Фридриху. В своей хронике Салимбене, в частности, упоминает селение Альбо, или Гайнаго, в окрестностях Пармы, в котором у него когда-то «было немало владений».
Около 1283 года он вернулся в Реджи-Эмилию, и не позже 1287 года осел в местном монастыре Монтефальконе, где вскоре и умер.
Практически всю информацию о знаменитом хронисте и историке сегодня можно извлечь лишь из его собственных сочинений, в документах он единожды упоминается лишь под 1254 годом, в качестве одного из присутствовавших на пострижении в монахини Беатриче д’Эсте, дочери правителя Феррары Аццо VII.

## Сочинения
В своей «Хронике», охватывающей события 1167—1287 годов, которую он начал составлять в 1282 году на разговорной латыни, чрезвычайно далёкой от классической, Салимбене не только отразил как очевидец внутрицерковную борьбу и соперничество между монашескими орденами, но и различные факты мирской жизни своего времени, прежде всего в Италии, отчасти — во Франции, описывая многие военные, политические события и социальные конфликты, а также природные явления, например, войну крестоносцев с Саладином и третий крестовый поход (1189—1192), учреждение орденов францисканцев (1209) и доминиканцев (1216), землетрясение в Ломбардии и Тоскане (1222), осаду Пармы императором Фридрихом (1247—1248), восстание «пастушков» во Франции (1250—1251), движение флагеллантов в Модене, появление секты «апостольских братьев» Сегарелли в Парме (1260), смерть короля Людовика Святого в Тунисе (1270), «Сицилийскую вечерню» (1282) и пр. Многие из упоминаемых им исторических лиц, в частности, король Генрих III Английский, военачальник Эццелино III да Романо, кардинал Оттавиано Убальдини, граф Гвидо да Монтефельтро, юрист и дипломат Пьетро делла Винья, прорицатель Бенвенуто Асденте из Пармы, или гибеллин Тебальделло Замбрази из Фаэнцы, являются персонажами «Божественной комедии» Данте.
От пристального внимания любознательного хрониста не ускользают ни личные качества и памятные деяния выдающихся современников, ни церковные праздники, ни религиозные пророчества, ни архитектурные сооружения, ни кулинарные рецепты, ни цены на продукты, ни вопросы женской нравственности и благочестия клириков, ни народные легенды и предания, ни небесные знамения, ни природные явления, ни неурожаи, ни эпидемии, вплоть до разразившегося в 1285 году в Парме кошачьего мора. С увлечением описывает он различные раритеты, такие как памятная серебряная медаль, посвящённая жителями Пармы Деве Марии в благодарность за снятие осады с города, драгоценная корона и зверинец германского императора, или же деревянный кубок, доставленный Карпини из Монголии в качестве дара французскому королю. Начиная в хронике свой собственный рассказ лишь с 1282 года, он далеко не везде следует собственному жизненному принципу «верить только тому, что видел сам» (лат. dispono non credere nisi que videro), передавая различные анекдоты, в частности, о естествоиспытательских экспериментах императора Фридриха II или увлечениях папы Иннокентия III поэзией и некромантией.
Являясь сторонником апокалиптических и хилиастических учений известного философа-мистика Иоахима Флорского (ум. 1202), с трудами которого познакомился ещё в 1245 году в Пизе, а затем в 1248 году в Йере, Салимбене осуждает как острые противоречия в католической церкви, так и борьбу гвельфов и гибеллинов, а также постоянное соперничество Генуи и Пизы. Будучи патриотом Ломбардии и приверженцем папской власти, он резко осуждает политику Фридриха II, считая его воплощением смертных грехов.
Помимо сочинений Иоахима Флорского, Салимбене пользовался такими источниками, как «Всемирная хроника» (лат. Chronica Universalis) Сикарда епископа Кремонского (в части до 1212 г.), «Книга о временах и летах» Альберто Милиоли из Реджо (в части за 1212—1282 гг.), «Хроника пап и императоров» Мартина Опавского, а также утраченными городскими анналами Пармы. Практически не пользуясь архивными документами, он также брал необходимые сведения из «Схоластической истории» Петра Коместора, «Золотой легенды» Иакова Ворагинского и «Великого зерцала» Винсента из Бове. Но основную информацию он, несомненно, черпал из личных впечатлений во время своих многолетних путешествий, сопровождавшихся общением с видными политическими, церковными и учёными деятелями своего времени. Приводя назидательные примеры, он цитирует Вергилия, Горация, Марциала, Иеронима Стридонского, Аврелия Августина, Павла Орозия, Проспера Аквитанского, Павла Диакона и др. древних классиков. Стиль изложения его хроники здесь напоминает средневековые истории в жанре exempla, предвосхищая «Декамерон» Джованни Бокаччо.
В «Хронике» Салимбене нашли отражение новые тенденции, связанные с развитием городской жизни, выразившиеся, в частности, в интересе к индивидуальному началу и повышенном внимании к анекдотам, шутовству и буффонаде, а также присутствует заметный автобиографический элемент, что сближает её с позднейшей мемуарной литературой и делает выдающимся памятником итальянской предренессанской историографии. По словам хрониста, одним из возможных адресатов и благодарных читателей его труда являлась образованная племянница Агнесса, дочь его брата Гвидо, монахиня-клариссинка.
По мнению отечественного исследователя средневековой культуры П. М. Бицилли, монашеская «автобиография» Салимбене органично вырастает из рыцарской семейной хроники, и, излагая генеалогию своего рода, он незаметно для самого себя плавно переходит к автобиографическому жанру, что отражает проявлявшуюся в литературе его эпохи тенденцию смещения от общего к индивидуальному. Рассказывая о поражении в 1229 году пармской коммуны в войне с Болоньей, дотошный францисканец случайно упоминает гибель в ней своего двоюродного дяди, что позволяет ему далее сообщить об остальной родне, попутно прояснив кое-какие детали своего прошлого. Ссылки на собственное присутствие в упоминаемом месте или при описываемых событиях не служат у Салимбене нравоучительным задачам, а лишь подтверждают достоверность и точность сообщений его как очевидца. «Именно необходимость придать изложению мемуарный характер, — справедливо отмечает П. М. Бицилли, — открыла ему, так сказать, дверь для автобиографического элемента, и последний вторгается в его хронику в гораздо большей степени, чем это было нужно».
Творчеству Салимбене, практически лишённого как семейных, так и местнических привязанностей, в определённой степени присущи нравственный нигилизм, пессимизм и эгоцентризм, характерные для многих его современников, живших в критическую эпоху ожидания очередного «конца света», приуроченного многими к 1260 году, объявленного Иоахимом Флорским началом «эпохи Святого духа», когда на фоне всеобщей неврастении и повышенной эмоциональности обострялась восприимчивость и наблюдательность в отношении индивидуальной человеческой личности.
С другой стороны, не вызывает сомнений, что сочинение Салимбене, значительную часть своей жизни провёдшего в странствованиях по родной стране и за её пределами, не лишённого религиозных предрассудков, но обладавшего широким кругозором и сумевшего определённым образом возвыситься над характерным для его современников-хронистов местным патриотизмом, ярко свидетельствует о зарождении общеитальянского национального чувства, нашедшего своё воплощение в творчестве Данте. Так, рассказывая о морском сражении  1284 года между пизанцами и  генуэзцами, хронист с горечью констатирует: «Ибо кто без печали и великого плача может рассказывать и даже думать о том, как эти два прославленных города, из которых к нам, итальянцам, приходило столько всяческих благ, разрушили друг друга единственно из честолюбия, тщеславия и суетного искания славы, в которой они хотели превзойти друг друга, как будто моря не хватает всем плавающим по нему».
«Хроника» Салимбене дошла до нас в единственной, предположительно автобиографической рукописи конца XIII века из Ватиканской апостольской библиотеки (Vatican Latin 7260), у которой отсутствуют первые 277 листов. Впервые она частично (без первой книги) была издана в 1857 году в Парме итальянским историком Антонио Бертани, использовавшим копию рукописи из Апостольской библиотеки Ватикана и допустившим немало ошибок. В 1878 году первая часть её за 1167—1212 годы опубликована была в приложении к монографии французского филолога Леона Кледа «Брат Салимбене и его подробная биография» (лат. De fratre Salimbene et de eius chronicae auotoritate). Заново отредактированное издание её выпущено было в 1905—1913 годах в Ганновере и Лейпциге немецким филологом Освальдом Холдер-Эггером в XXXII томе «Monumenta Germaniae Historica». Одно из лучших изданий оригинального латинского текста подготовлено было в 1942 году в двух томах в Бари Фернандо Бернини и в 1966 году там же переиздано под редакцией Джузеппе Скалиа.
В 2004 году научным издательством «Российская политическая энциклопедия» выпущен в свет первый научный перевод хроники на русский язык, подготовленный В. Д. Савуковой, И. С. Култышевой, С. С. Прокопович и М. А. Таривердиевой по итальянской публикации Дж. Скалиа 1966 года, сверенной с немецким изданием О. Холдер-Эггера 1905—1913 годов.
Также Салимбене является автором полемического трактата «Двенадцать злодейств императора Фридриха II» (лат. XII scelera Friderici imperatoris), изобилующего цитатами из библейских текстов.

## Издания
- Салимбене де Адам. Хроника / Пер. с лат. и комм. И. С. Култышевой, С. С. Прокопович, В. Д. Савукова, М. А. Таривердиевой. — М.: РОССПЭН, 2004. — 984 с. — (Книга света). — ISBN 5-8243-0512-9.
- Салимбене де Адам. Хроника / Пер. с лат. и комм. И. С. Култышевой, С. С. Прокопович, В. Д. Савукова, М. А. Таривердиевой. Отв. ред. О. Ф. Кудрявцев. — М.: Альма Матер, 2024. — 992 с. — (Эпохи. Средние века. Тексты). — ISBN 978-5-98426-241-5.
- Chronica fr. Salimbene Parmensis Ordinis Minorurn ex Codice Bibliothecae Vaticanae nunc primum edita. — Parmae: Fiaccadori, 1857. — (Monumenta Historica ad provincias Parmensem et Placentinam pertinentia).
- Salimbene da Parma. Cronica, a cura di Ferdinando Bernini, 2 voll. — Bari: G. Laterza e Figli, 1942.
- Salimbene de Adam. Cronica, nuova ed. critica, a cura di Giuseppe Scalia. — Bari: Laterza, 1966.
- The Chronicle of Salimbene de Adam, ed. by Joseph L. Baird, Giuseppe Baglivi and John Robert Kane. — Binghamton, New York: SUNY Press, 1986. — (Medieval & Renaissance Texts & Studies, 40).
- Salimbene da Parma. Storia di Santi, di Profeti e di ciarlatani. Traduzione, introduzione e note a cura di Vittorio Dornetti. — Milano: Xenia, 1989.
- Salimbene de Adam da Parma. Cronica. Testo latino a cura di Giuseppe Scalia, traduzione di Berardo Rossi, 2 voll. — Monte Università Parma, 2007.